# Il varo della 'Regina Elena' alla Spezia
Il varo della 'Regina Elena' alla Spezia è un documentario del 1904 diretto da Filoteo Alberini.